# Nancy Foner
Nancy Foner (* 1945) ist eine US-amerikanische Soziologin und Professorin am Hunter College sowie dem Graduate Center der City University of New York (CUNI). Im Zentrum ihrer Forschungen und Publikationen steht die Migrationssoziologie.

## Werdegang
Foner studierte 1964/65 Sozialanthropologie am University College London und wechselte dann an die Brandeis University, wo sie 1966 das Bachelor-Examen machte. 1968 folgte der Master-Abschluss im Fach Anthropology (Ethnologie) an der University of Chicago, wo sie 1971 zur Ph.D. promoviert wurde. Von 1970 bis 1973 war sie Assistant Professor of Anthropology am York College der City University of New York und ging dann an das Purchase College der State University of New York, wo sie von 1973 bis 1977 Assistant Professor of Anthropology, von 1977 bis 1985 Associate Professor, von 1985 bis 2003 Full Professor und schließlich 2003/04 Distinguished Professor war. 2004 ging sie zurück an die City University of New York und ist seither Distinguished Professor of Sociology am Hunter College und am Graduate Center.
2011 wurde sie in die American Academy of Arts and Sciences gewählt, 2017 war sie im Rahmen des Berlin Prize Fellowship an der American Academy in Berlin.

## Schriften (Auswahl)

### Monographien
- In a new land. A comparative view of immigration. New York University Press, New York 2005, ISBN 081472745X.
- From Ellis Island to JFK. New York's two great waves of immigration. Russell Sage Foundation und Yale University Press, New York und New Haven 2000, ISBN 0300082266.
- The caregiving dilemma. Work in an American nursing home. University of California Press, Berkeley 1994, ISBN 0520083598.
- Ages in conflict. A cross-cultural perspective on inequality between old and young. Columbia University Press, New York 1984, ISBN 0231056966.
- Jamaica farewell. Jamaican migrants in London. University of California Press, Berkeley 1978, ISBN 0520035445.

### Herausgeberschaften
- Across generations. Immigrant families in America. New York University Press, New York 2009, ISBN 978-0-81472-770-6.
- mit George M. Fredrickson: Not Just Black and White. Historical and Contemporary Perspectives on Immigration, Race, and Ethnicity in the United States. Russell Sage Foundation, New York 2004, ISBN 0871542595.
- Wounded city. The social impact of 9/11. Russell Sage Foundation, New York 2005, ISBN 0871542641.
- American arrivals. Anthropology engages the new immigration. School of American Research Press, Santa Fe 2003, ISBN 1930618336.
- Islands in the city. West Indian migration to New York. University of California Press, Berkeley 2001, ISBN 0520225732.
- New immigrants in New York. 2. Auflage, Columbia University Press, New York 2001, ISBN 0231124147 (erste Auflage 1987, ISBN 0231061307).